# Diphyus fennicae
Diphyus fennicae là một loài tò vò trong họ Ichneumonidae.